# Heilig Kreuz (Assmannshausen)

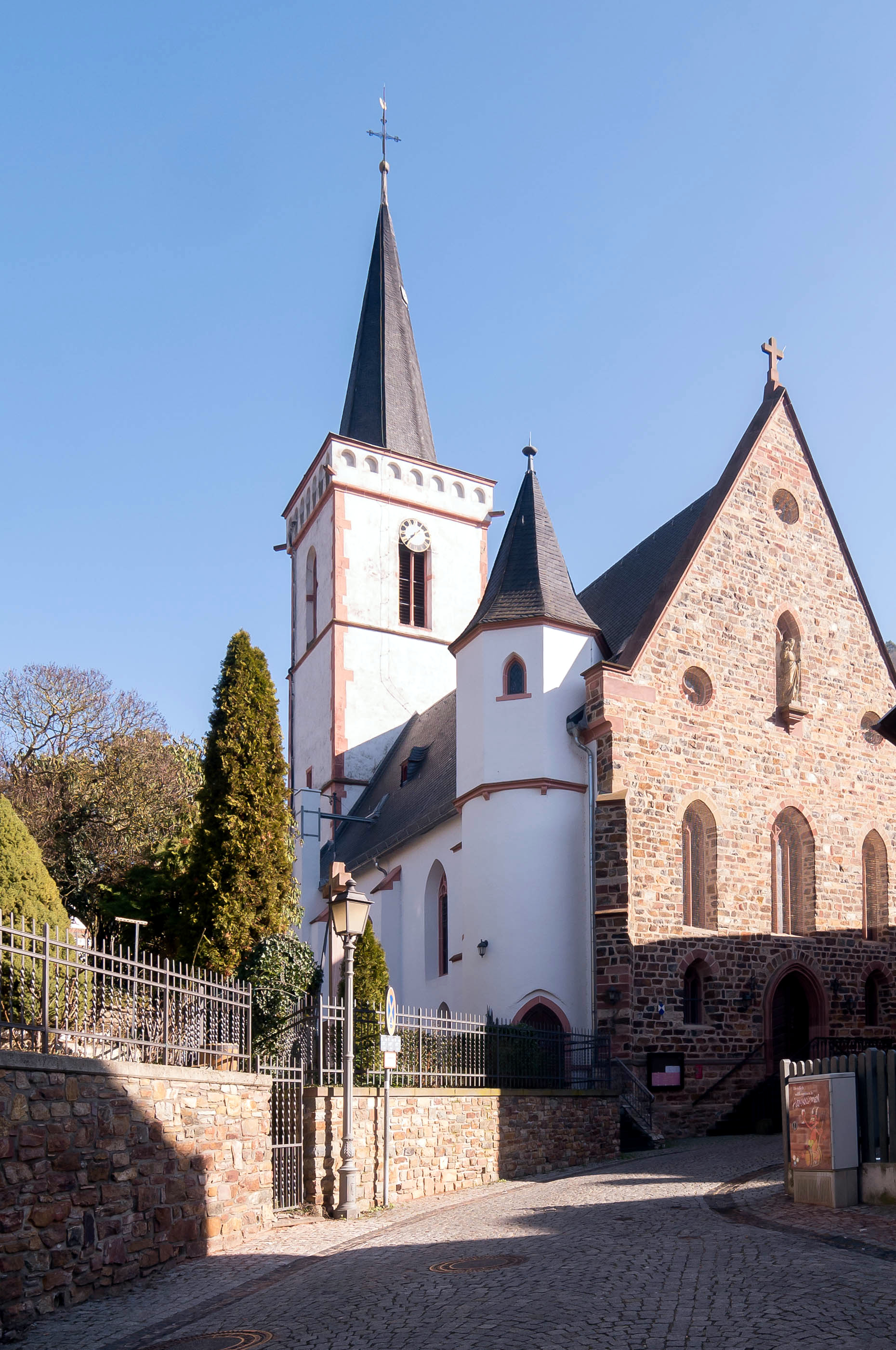
Die Heilig-Kreuz-Kirche in Assmannshausen

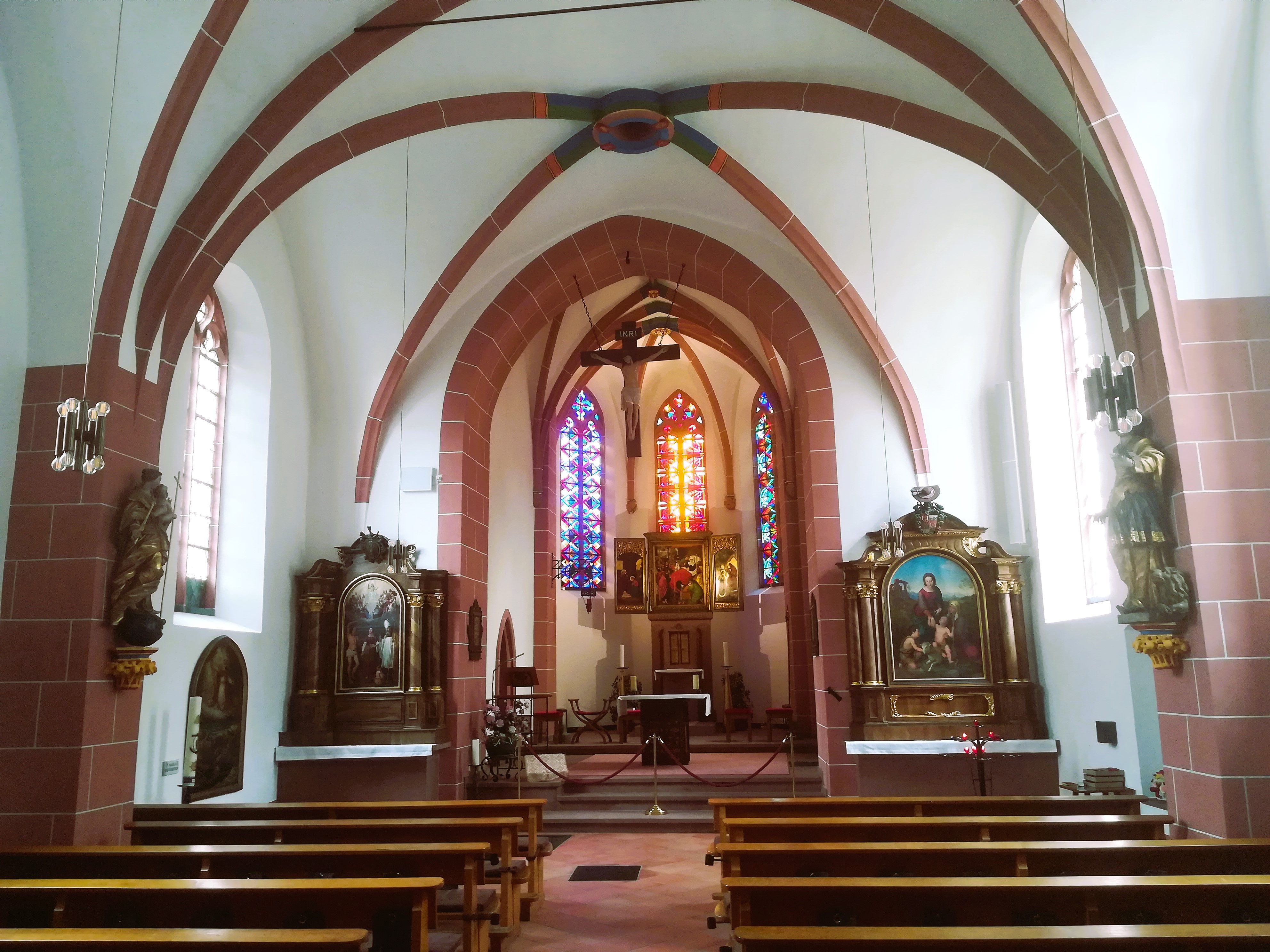
Innenansicht der Heilig-Kreuz-Kirche nach der Innenrenovierung 2021

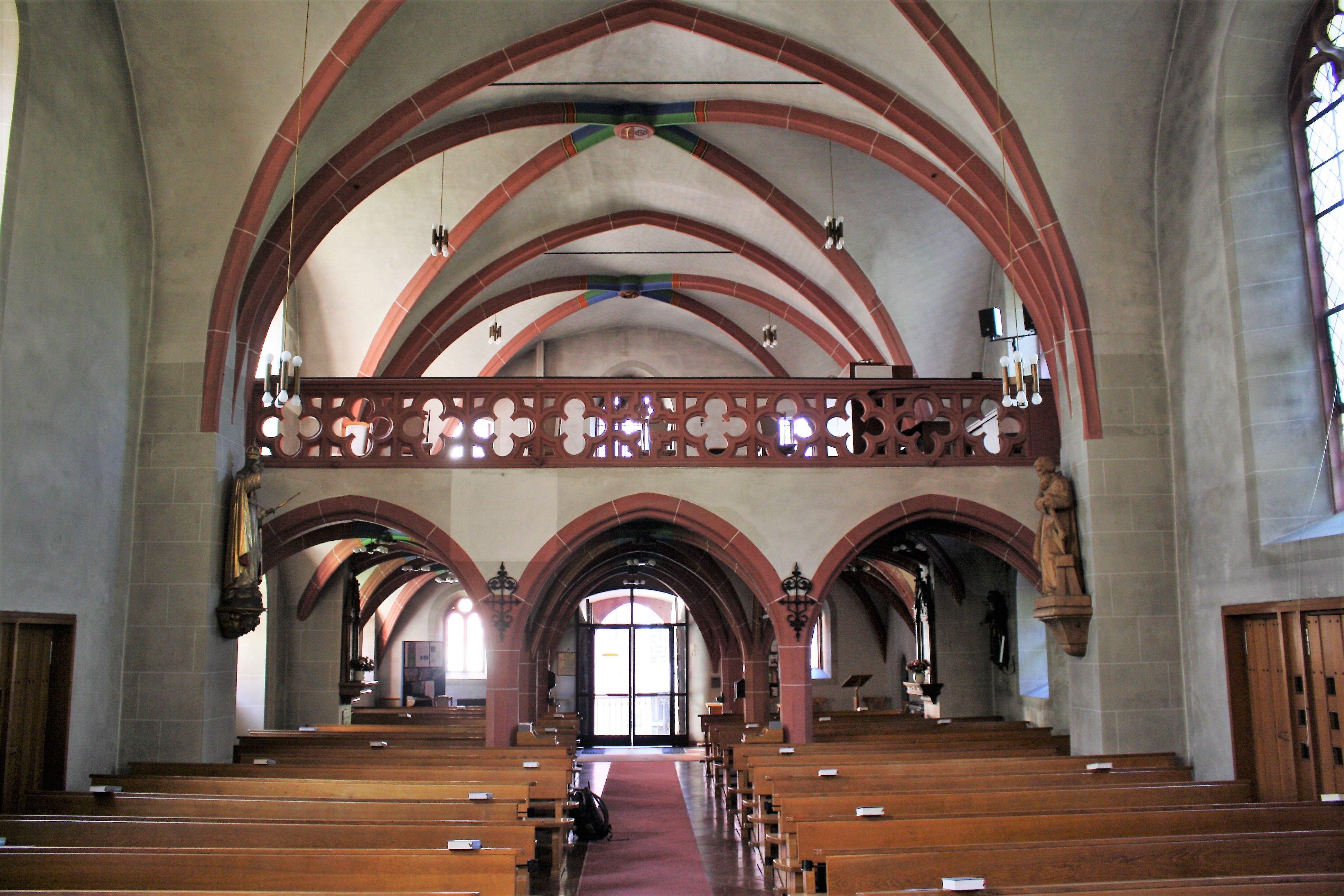
Empore der Heilig-Kreuz-Kirche

Die katholische Heilig-Kreuz-Kirche in Assmannshausen war die ehemalige Pfarrkirche des Ortes. Heute ist sie eine Filialkirche der Pfarrei Heilig Kreuz Rheingau, einer Pfarrei neuen Typs im Bistum Limburg. Seit 2015 ist der sogenannte Rheingauer Dom in Geisenheim auch Pfarrkirche von Assmannshausen.
Seit 2002 ist die Pfarrkirche Heilig Kreuz Teil des UNESCO-Welterbes Oberes Mittelrheintal.

## Geschichte
Die Kirche wurde im 14. Jahrhundert erbaut und als Heilig-Kreuz-Kirche geweiht. Der Ort selbst wurde bereits 1108 erstmals urkundlich erwähnt. Das Titularfest ist am 14. September, dem Tag der Kreuzerhöhung. Am Wochenende nach dem 14. September wird daher jedes Jahr das Fest der Kirchweih, im Volksmund auch „Kerb“ oder „Kirmes“ genannt, gefeiert.
Da in der Chronik zur Kirche bereits 1325 ein Pfarrer Herbert erwähnt wird und die älteste Glocke 1383 gegossen wurde, wird davon ausgegangen, dass der viergeschossige Kirchturm, die Sakristei, der Chor mit Fünfachtelschluss und ein Teil des Kirchenschiffes Ende des 14. Jahrhunderts vollendet waren. Die Kirche besaß ursprünglich ein dreijochiges spätgotisches Schiff mit halb außen und halb innen liegenden Strebepfeilern.
Der quadratische Kirchturm im Osten ist 43 m hoch und besitzt einen achteckigen spitzen Turmhelm, der von Zinnen mit Rundbogenblenden und einer Galerie umgeben ist.
In den Jahren 1888 bis 1890 wurde das Kirchenschiff nach Westen hin (also zum Eingang hin) erweitert. In die neue Fassade über dem Hauptportal wurde die Sandsteinstatue des guten Hirten integriert. Außerdem erhielt der Haupteingang eine Doppeltreppe und links vom Hauptportal wurde ein kleiner Seitenturm angebaut, über dessen Treppe man auf die Empore und zur Orgel gelangt.
Auch die Sakristei rechts vom Altarraum wurde 1890 neu angebaut. Bis dahin wurde der kleine Raum links vom Altarraum als Sakristei genutzt.
Folgende Renovierungen mit baulichen Veränderung wurden in den letzten Jahren abgeschlossen:
- 1963 Innenrenovierung mit neuem Anstrich, Bänken und Neugestaltung des Altarraumes. Die Kanzel, Kommunionbank und die Marmorverkleidung im Chor wurden entfernt.
- 1979 letzte Außenrenovierung
- 1983 im Triumphbogen wurde das Kreuz mit dem restaurierten Korpus des Feldkreuzes vom Hanickel (Hainhügel) aufgehängt.
- 1984 letzte Innenrenovierungen, im Chorraum wird der neue Sakramentsaltar aus rotem Sandstein aufgebaut.
- 1991 die alte Orgel wurde außer Betrieb genommen und eine neue zusätzlich aufgestellt.
- 2006 Renovierung der Außenfassade mit dem Hauptportal und der Doppeltreppe
- 2021 Renovierung des Kirchenraumes, Erneuerung der Heizungs- und Lüftungsanlage, Schimmelsanierung. Sanierung der historischen Schlimbachorgel von 1883.

## Altäre

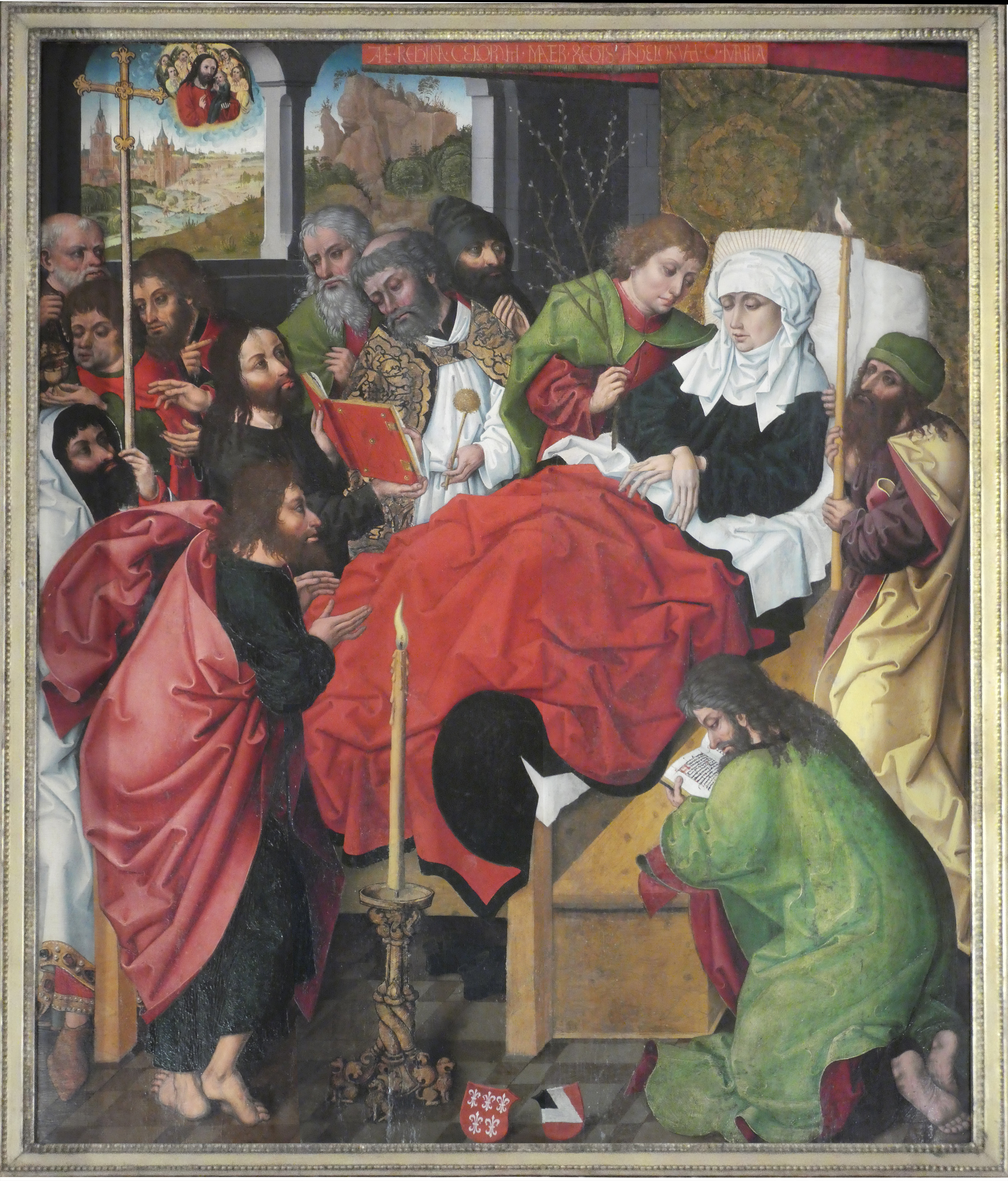
„Marientod“

Die Kirche besitzt einen Hochaltar und zwei Seitenaltäre.
Der Hochaltar war früher ein Kreuzaltar und wurde im Jahre 1872 durch einen Flügelaltar im gotischen Stil ersetzt. Ein aus dem Nachlass Karl August Baron von Klein (1793–1870) gestiftetes Gemälde „Marientod“ aus der Schule M.Grünewalds aus dem  späten 15. Jahrhundert wurde als Mittelstück eingefügt, die Gemälde der Außenflügel wurden von einem unbekannten Maler ergänzend angefertigt.
Die zwei Seitenaltäre links und rechts vor dem Altarraum sind aus dem 16. Jahrhundert und wurden 1744–1748 umgestaltet. Anstelle von Statuen erhielten sie Altarbilder:
- Der Agatha-Altar auf der linken Seite zeigt den Hl. Sebastian, die Hl. Agatha und den Hl. Nikolaus; die Patrone gegen ansteckende Krankheiten, Feuersbrunst und Wassernot; darüber sind die 14 Hl. Nothelfer.
- Der Marien-Altar auf der rechten Seite stellt Maria und Elisabeth mit Jesus und Johannes dar (Raffael-Kopie).

## Glocken
Im Jahre 1954, am Fest der Kreuzerhöhung, erklang das erste Mal ein vierstimmiges Geläut. Zu der ältesten erhaltenen Glocke von 1383 konnten drei neue Glocken eingeweiht werden:
Geläutedisposition:  e′-3 – fis′-4 – a′-2 – h′-2
| Nr. | Name                           | Masse (kg) | Ø (mm) | Schlagton (16tel) | Abklingdauer (Sec.) | Klangverlauf | Gussjahr | Glockengießer | Inschrift |
| 1   | Maria                          | 1144,5     | 1230   | e1-3              | 103                 | ruhig        | 1954     | Rincker       | Gegrüßest seist du, Königin - 1954 |
| 2   | St. Michael                    | 692        | 1109   | fis1-4            | 80                  | vibrierend   | 1383     | unbezeichnet  | Got. Minuskel: "michaelis archangeli erat ista campana(...) sancta voco + datum + anno dni m ccclxxxii                                  |
| 3   | St. Bonifatius (Angelusglocke) | 497        | 951    | a1-2              | 74                  | ruhig        | 1954     | Rincker       | „Hl. Bonifatius bitte für uns! - Gott segne dich Rheingau / euch Reben dich Wein / euch seine Bewohner / dich herrlicher Rhein! - 1954“ |
| 4   | St. Josef                      | 354,5      | 852    | h1-2              | 56                  | ruhig        | 1954     | Rincker       | „Hl. Josef, bitte für uns!“ + Josefsbildnis 1954                                                                                        |

## Orgel
Die erste Orgel aus dem Jahre 1793 wurde 1883 durch ein Kegelladen-Instrument (Opus 106) von Orgelbauer Martin Joseph Schlimbach, Sohn des Orgelbauers Balthasar Schlimbach aus Würzburg ersetzt.  Es verfügt über 13 Register auf zwei Manualen und Pedal. Der Spieltisch steht frei. Das Instrument gilt als einzige noch bespielbare Schlimbach-Orgel im Bistum Limburg, sie wurde von 2020 bis 2021 durch die Orgelbaufirma Vleugels in Hardheim umfassend renoviert. Zuvor wurde 1991 aus Kostengründen eine digitale Orgel von Ahlborn mit 31 Registern eingebaut.

### Originale Disposition
(in Klammer = Ist-Zustand)
| Manual, Hauptwerk C–f3 |           |                                 |                                |
| 01.                    | Principal | 08′                             | Metall, offen, (jetzt 2 2/3′)  |
| 02.                    | Octave    | 04′                             | teilweise im Prospekt          |
| 03.                    | Gamba 0   | 04′                             | Metall                         |
| 04.                    | Bordun    | 016′                            | Holz                           |
| 05.                    | Gedackt   | 08′                             | Holz                           |
| 06.                    | Rohrflöte | 04′                             | Metall                         |
| 07.                    | Cornett   | 4 fach 04′,02 2/3′, 02′,01 3/5′ | Metall (als Mixtur umgestellt) |

| Manual, Hinterwerk C–f3 |            |     |                                          |
| 8.                      | Dolce      | 08′ | Metall, offen, (jetzt 02 2/3′)           |
| 9.                      | Salicional | 08′ | Metall (jetzt Rohrflöte 4´aus Hauptwerk) |
| 10.                     | Flöte      | 08′ | Holz, Original                           |

| Pedal C–d1 |             |     |                 |
| 11.        | Violonbass  | 16′ | Holz (jetzt 8′) |
| 12.        | Subbass     | 16′ | Holz            |
| 13.        | Violoncello | 8′  | Holz (jetzt 4′) |

## Chor
Der Chor besitzt ein Sterngewölbe mit Konsolköpfen, die mythische Figuren darstellen.
Die Chorfenster von 1734 mit der Farbsymbolik Glaube, Hoffnung, Liebe wurden im Zweiten Weltkrieg zerstört. Sie wurden im Jahr 1949 erneuert.
Links und rechts vom Hochaltar stehen im Chorraum zwei von vier Fahnen, die Ende der 60er Jahre bei den Prozessionen zu Himmelfahrt und Fronleichnam getragen wurden.
Die Fahnen sind reich bestickt und entstanden in den Jahren 1890 bis 1914 in Handarbeit.
- Hl. Josef – rote Fahnen
- Hl. Elisabeth – blaue Fahne
- Hl. Aloisius – grüne Fahne
- Hl. Maria – weiße Fahne

## Figuren
Linke Seite (vom Chorraum zum Eingang)
- Taufstein von 1736 mit Johannes dem Täufer.
- Barocke Madonna mit dem Jesuskind auf der Weltkugel, um 1750.
- Der heilige Josef.
- Nikolausbild von 1925.
- Hl. Bruder Konrad von Parzham
- Hl. Antonius von Padua mit Jesuskind.
- Schmerzhafte Mutter Gottes (Pietà).

Rechte Seite (vom Chorraum zum Eingang)
- Blutschwitzender Heiland
- Märtyrerin Hl. Euphemia
- Christkönigsfigur
- Bildstock von der Immerwährenden Hilfe.
- Bildstock des hl. Judas Thaddäus.

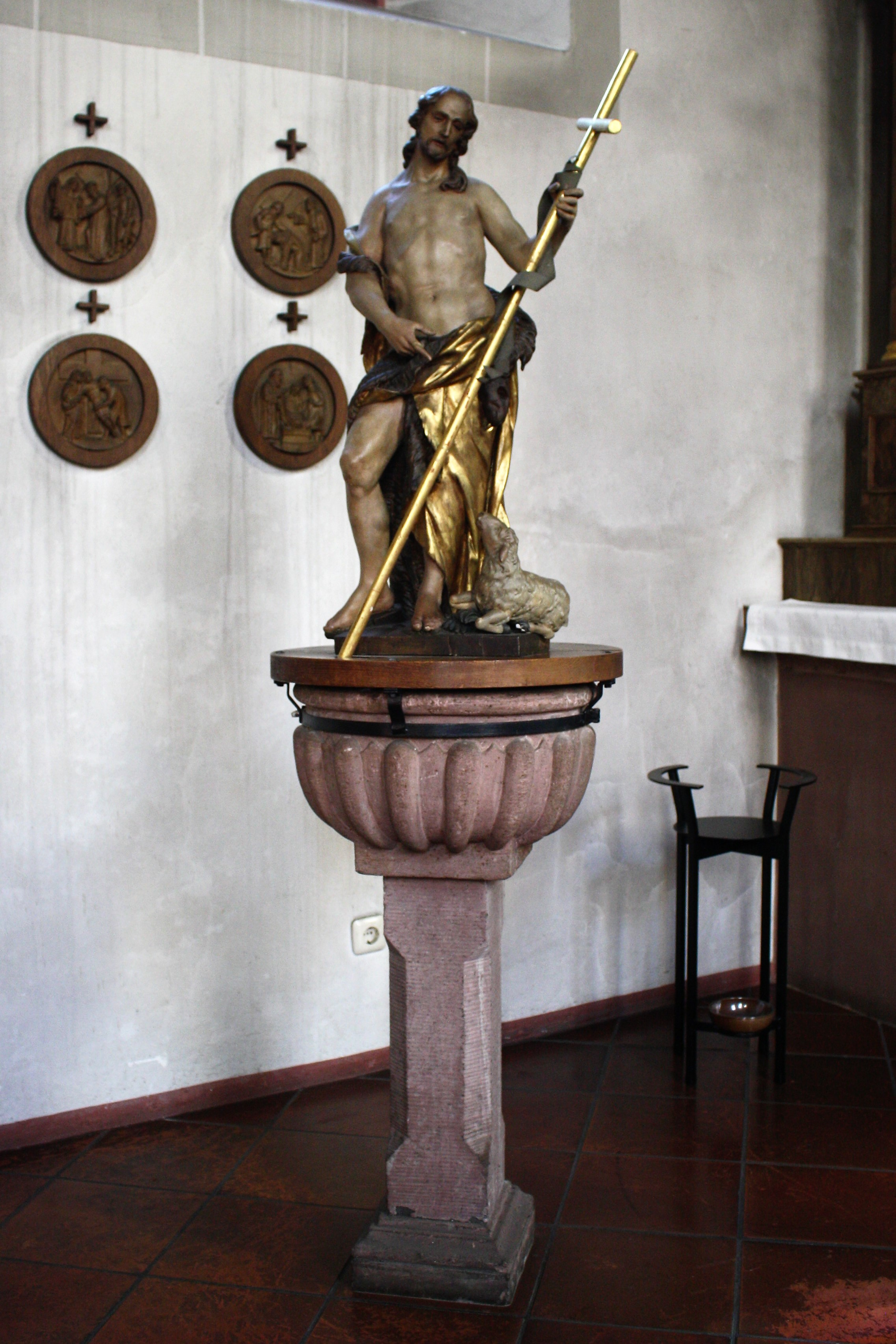
Taufsteinbecken mit Johannes d. Täufer Figur von 1736.
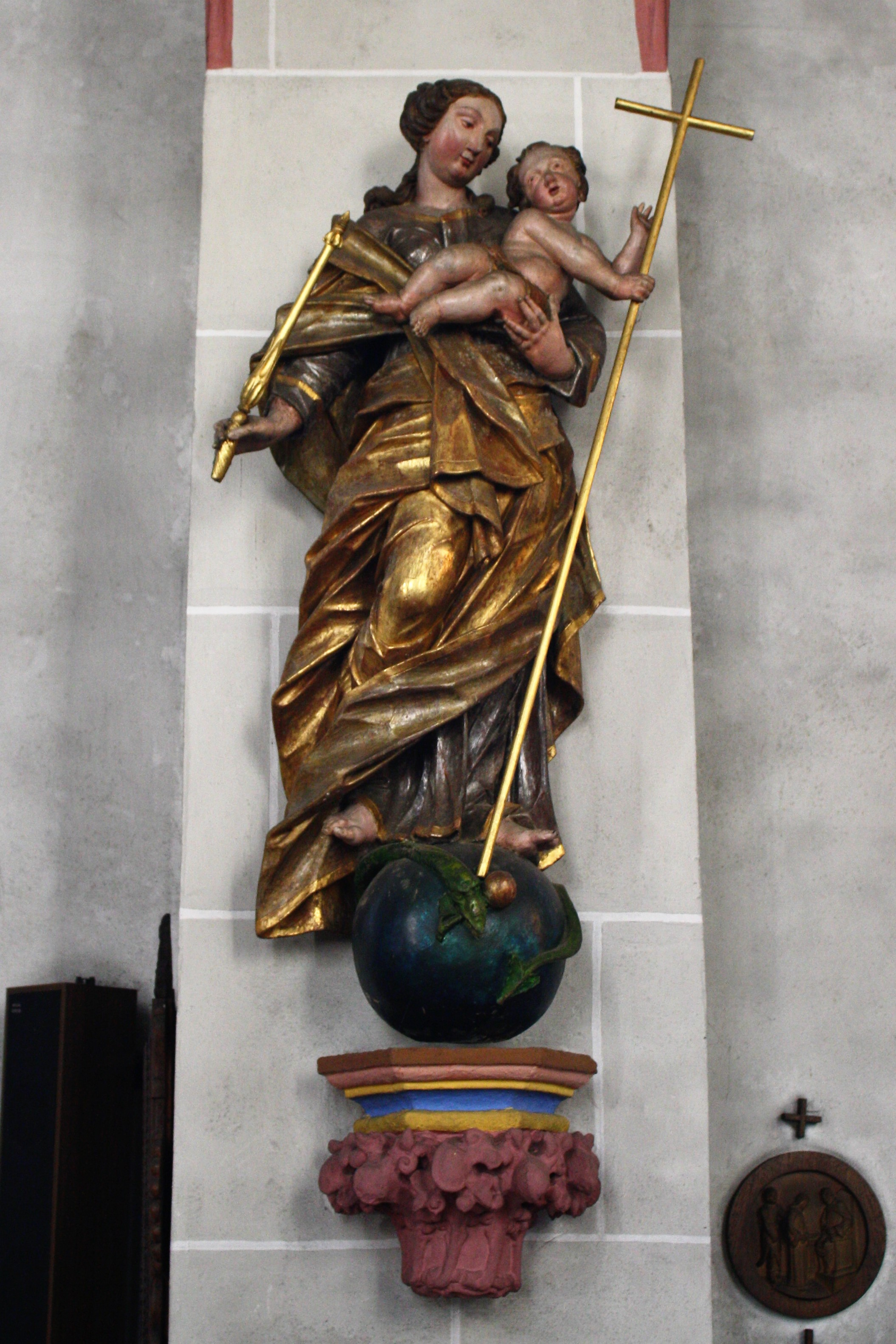
Muttergottesfigur, um 1750, dem Künstler Johann Kaspar Hiernle zugeschrieben.
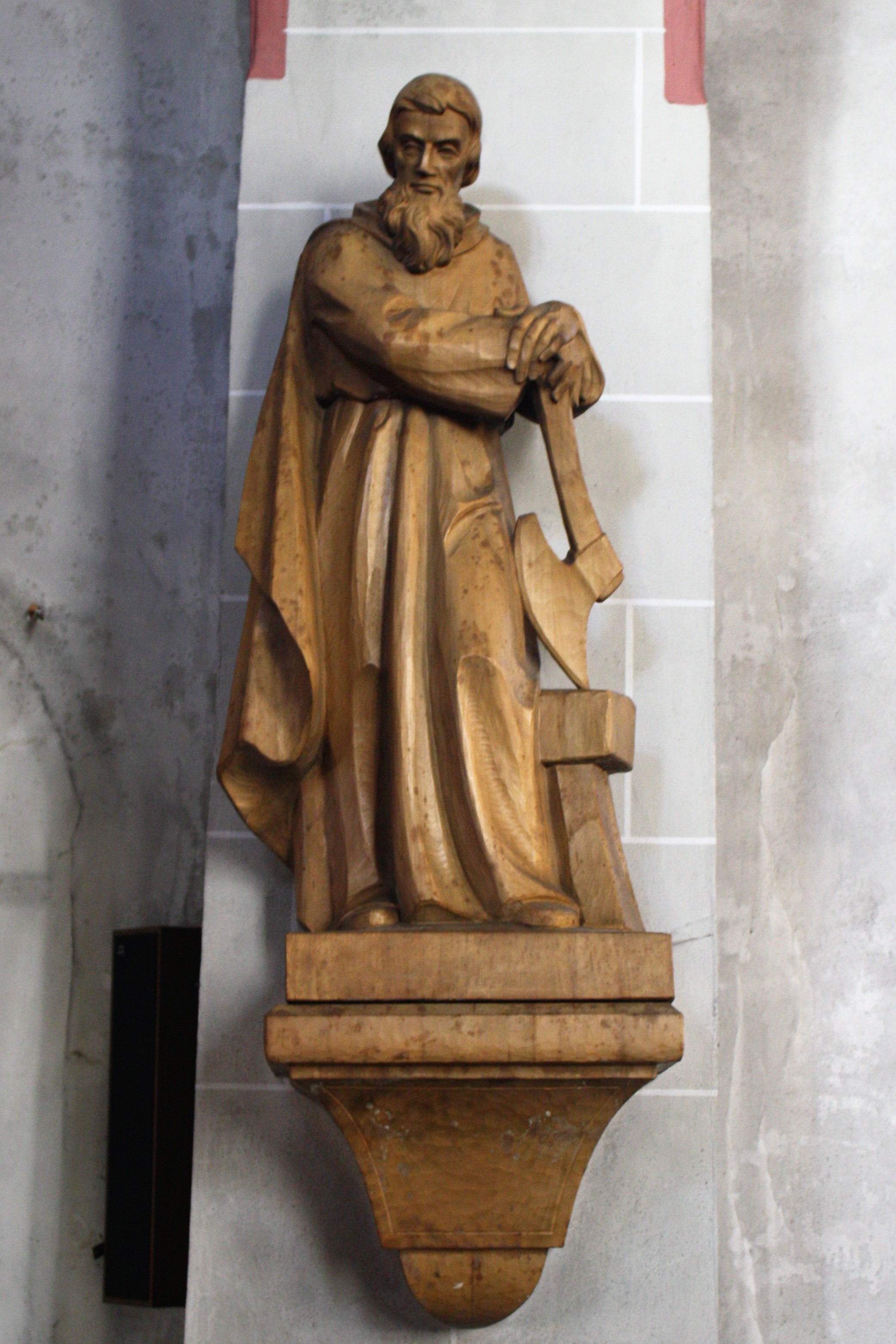
Hl. Josef, 20. Jh.
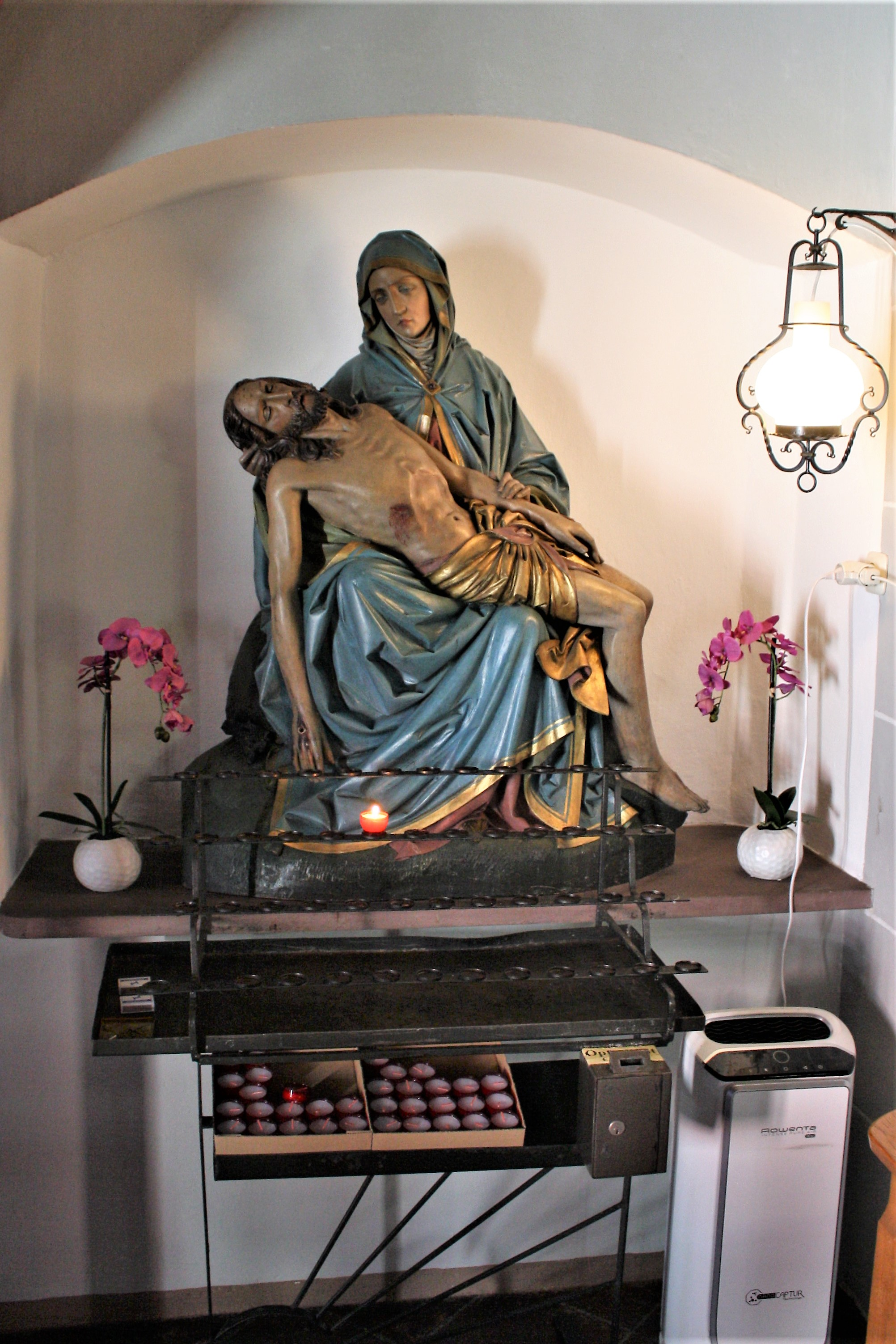
Pietà.
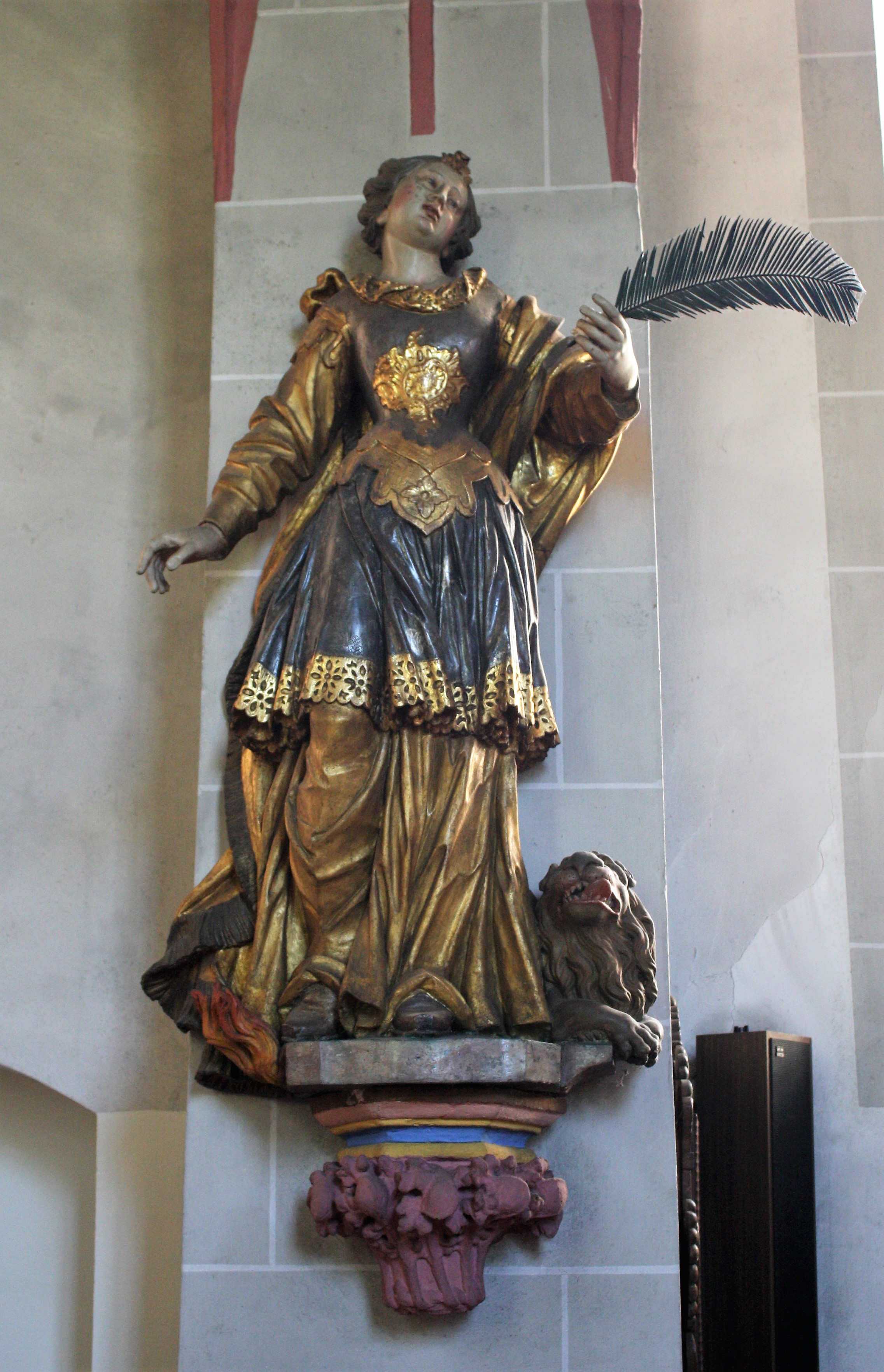
Hl. Euphemia, um 1700.
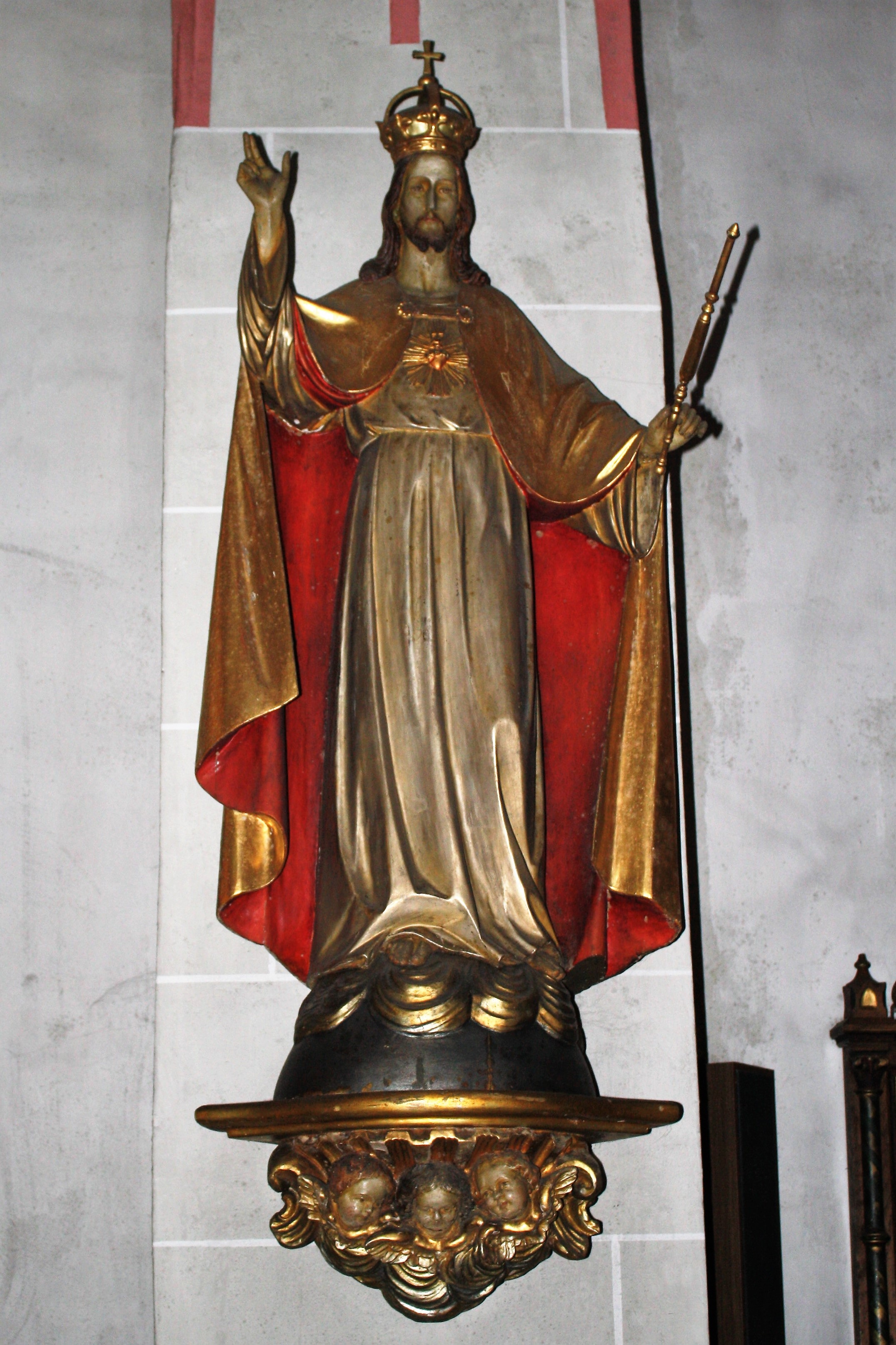
Christkönig Figur.
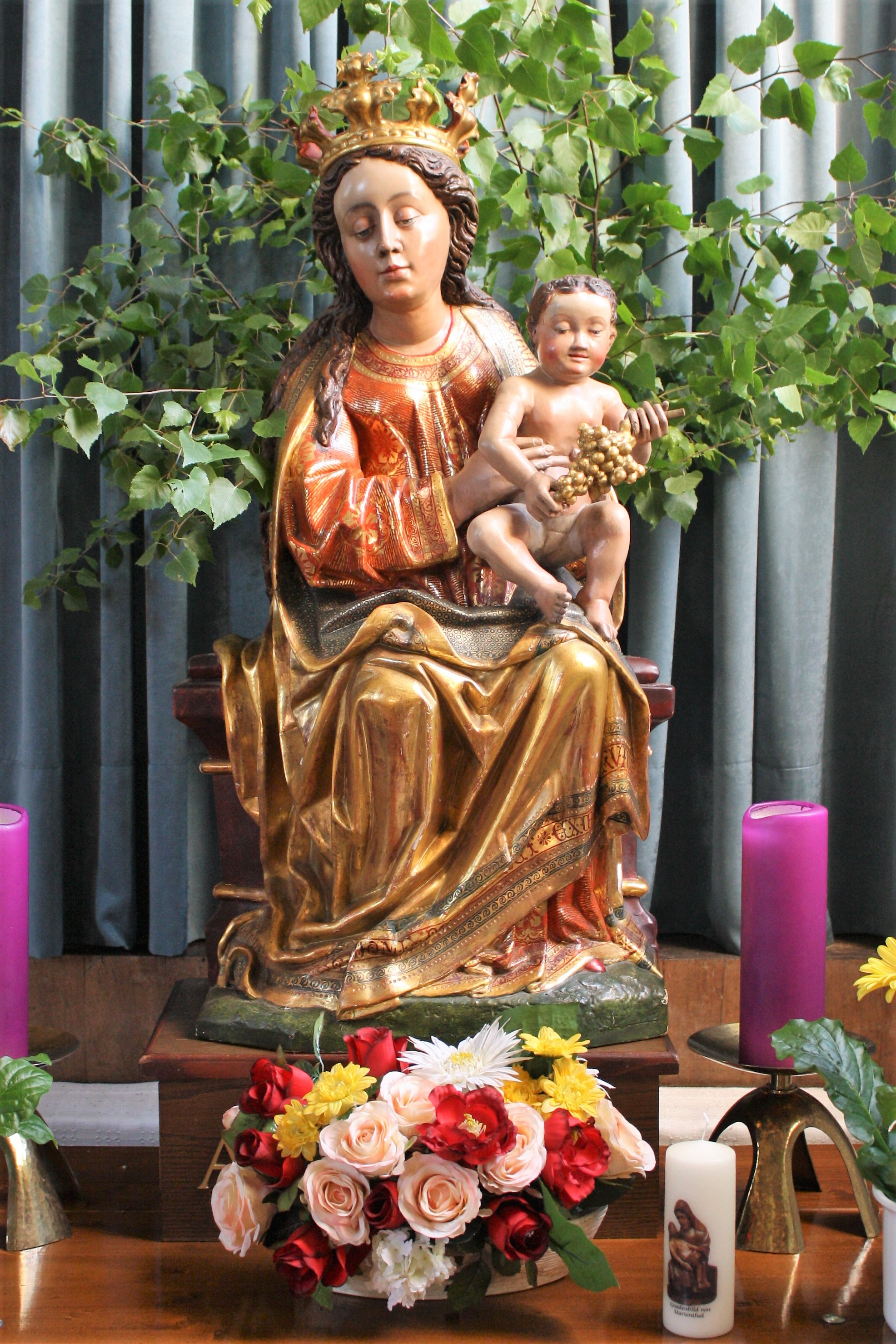
Thronende Muttergottes mit Jesuskind, um 1500, aus dem süddeutschen Raum.

Das Steinkreuz links vor der Kirche im Pfarrgarten stammt aus dem naheliegenden Kloster Marienhausen und wurde 1767 gefertigt.

## Kapellen
In der Pfarrgemeinde Assmannshausen gibt es mehrere Kapellen und Heiligenhäusern. Bei kirchlichen Anlässen werden noch zwei Kapellen benutzt:
- Das Todesangstkapellchen auf dem Weg nach Aulhausen ist alljährlich Station der Prozession zu Christi Himmelfahrt und wird in diesem Zusammenhang auch geschmückt.
- Das alte Nikolauskapellchen gegenüber dem Mäuseturm, unterhalb der Ruine Ehrenfels wurde im Jahre 1908 vom ansässigen Sankt Nikolaus-Schiffverein erneuert. Noch heute erfolgt die jährliche Schiffsprozession zu Ehren des Schutzpatrons der Fahrensleute am Sonntag nach dem 6. Dezember per Schiff von Assmannshausen zur Kapelle.